# Night People (You Me at Six)
Night People è il quinto album in studio del gruppo rock inglese You Me at Six, pubblicato il 6 gennaio 2017.

## Tracce
1. Night People – 3:03
2. Plus One – 2:34
3. Heavy Soul – 3:54
4. Take on the World – 4:31
5. Brand New – 3:20
6. Swear – 2:45
7. Make Your Move – 3:40
8. Can't Hold Back – 3:53
9. Spell It Out – 4:27
10. Give – 3:16

## Formazione
- Josh Franceschi – voce
- Chris Miller – chitarra
- Max Helyer – chitarra
- Matt Barnes – basso
- Dan Flint – batteria